# Steve Lewis
Steven Earl („Steve”) Lewis (ur. 16 maja 1969 w Los Angeles) – amerykański lekkoatleta, sprinter specjalizujący się w biegu na 400 metrów.
Jako student UCLA w 1988 zakwalifikował się na Igrzyska Olimpijskie w 1988 w Seulu bijąc dwukrotnie podczas amerykańskich eliminacji rekord świata juniorów (do 44,11 s). Na Igrzyskach niespodziewanie zdobył złoty medal na 400 metrów wyprzedzając faworyzowanego Butcha Reynoldsa. Ustanowił wtedy kolejny rekord świata juniorów – 43,87 s. Drugi złoty medal zdobył na tych Igrzyskach w sztafecie 4 × 400 metrów (wraz z nim biegli Danny Everett, Kevin Robinzine i Reynolds) wyrównując rekord świata czasem 2:56,16.
W 1990 Lewis został mistrzem USA na 400 m. Na Igrzyskach Olimpijskich w 1992 w Barcelonie zdobył srebrny medal na 400 m (za Quincy Wattsem), a w sztafecie 4 × 400 m obronił złoty (skład: Andrew Valmon, Watts, Michael Johnson i Lewis) bijąc jednocześnie rekord świata wynikiem 2:55,74.